# 新田神社 (大田区)
新田神社（にったじんじゃ）は、東京都大田区矢口にある神社である。創建は南北朝時代正平・延文年間。旧社格は府社。

## 祭神
祭神は贈従三位左兵衛佐源朝臣新田義興公。
新田義貞の次男であり、元服に際して後醍醐天皇に「誠に武勇が器用である。義貞の家を興すべき人なり」として義興の名を給るほど無類の勇将であり（太平記に「怪しき程の勇者」とある）、南朝の忠臣として知られる。

## 歴史
新田義興は、父の義貞・兄の義顕の戦死後も南朝方の中心として、弟の義宗や従兄弟の脇屋義治ら新田一族を率いて武蔵野合戦など各地を転戦していた。
太平記の記述によると、入間川付近に宿営（入間川御陣）していた鎌倉公方足利基氏は義興の進出を畏れ、執事の関東管領畠山国清と計って配下の江戸遠江守（江戸長門と比定）や、足利に寝返った新田の元家臣竹沢右京亮に眼をつけ、奸計を用いて殺害しようとした。竹沢は足利方から勘気をこうむったので改心して再び新田側に寝返ったと装って近づいたが、容易に信用されなかった。そのため都から少将局という美しい上臈女房を義興に献じて歓心を買い、時間をかけて信用させたところで宴に招いて暗殺しようと試みた。ところが少将局が義興に心を寄せてしまい危険を知らせたために暗殺は失敗。代わりに少将局は殺害された（村民がこれを弔って建立した女塚神社がある）。自力では討てないと悟った竹沢は国清に援助を要請し、国清は領地没収の懲罰を捏造して竹沢を介して遠江守を新田側に送り込んた。
正平13年・延文3年（1358年）、4月に足利尊氏が没し、竹沢は自分に馳せ参じる兵が鎌倉に多数いるので、今こそ奪還する好機だと義興をそそのかした。これを信じた義興らは、隠密のことであったので少数の側近のみを従え、10月10日の夜明けに多摩川河畔の矢口の渡しに誘い出された。竹沢は背後（大田区側）に射手150人を隠し、江戸遠江守は江戸下野守や孫の蒲田忠武ら郎党約300騎を率いて対岸（川崎側）の茂みで待ち伏せし、船頭を買収して舟底に穴をあけさせ、両岸から挟撃する謀略を巡らせた。義興と家臣13人（14人とも）が川の中ほどに漕ぎ出したところで船頭に栓を抜かれて逃げられ、進退窮まった義興ら主従は自刃、あるいは対岸に泳ぎ着いて斬り合いとなり討死した。
基氏から論功を受けた遠江守は恩賞地へ向かう途中、10月23日の夕刻、謀殺に協力した船頭の舟が矢口の渡し場に迎えに来たが、黒雲とともに暴風雨が起こって船頭らは川に落とされた。遠江守は驚いて引き返すも義興の怨霊が現れて雷火を落とし、落馬した数日後に狂死した。このとき起きた火災で付近の延命寺（旧蓮花寺）の堂宇が焼失したといわれる。また畠山国清の夢にも現れ、入間川の在家100余りや堂舎仏閣数10箇所が落雷によってことごとく焼失し、矢口付近には夜ごと光り物が現れて往来の人々を悩ますようになったので、近隣の住民が義興の霊を鎮めるために墳墓の前に新田明神社を創建し、後に新田大明神として尊崇されるようになった。これが新田神社創建の由緒である。
江戸時代になると、徳川氏が新田氏の末裔であるとされていることもあり、武家信仰の神社として大いに信仰された。
- 正平13年・延文3年（1358年） - 新田明神社が創建される。
- 延享3年（1746年） - 陸奥国守山藩主松平頼寛が「矢口新田神君之碑」を造立。
- 明治4年（1871年） - 社殿が造営される。
- 明治6年（1873年） - 府社に列格される。
- 明治42年（1909年） - 勅命により祭神新田義興公に従三位が追贈される。
- 昭和35年（1960年） - 社殿が再建される。
- 昭和52年（1977年） - 新たに宝物殿を造営。
- 平成20年（2008年） - 鎮座650年大祭を執行。記念として枝垂れ桜を植樹。

## 境内
社殿
明治4年（1871年）に品川県によって社殿が造営されたが、昭和20年（1945年）4月の空襲により全焼した。明治神宮で仮社殿として建てられていた神明造の本殿と幣殿を特別に下付されたので、昭和35年（1960年）になって復元奉建し、現在に至る。
拝殿
建築様式は流造。社殿の復元造営の際にあわせて新築された。
御塚
社殿の後方に15mほどの円墳があり、義興の遺骸を埋めた墳墓（胴塚）と伝わる。柵で囲われており、古来よりその中に入ると必ず祟りがあるといわれ、「荒山」「迷い塚」などの呼び名もある。江戸時代の古文書には、盗賊がこの御塚内に逃げ込んで隠れようとしたところ意識不明となり、村人たちに御用になったこともあると記されている。
御塚の中央には「舟杉」という大杉があったが、義興の乗った舟を埋めたものが生育したものだという伝承がある（現在は落雷で焼失）。また、この御塚の後部には昔から決して神域を越えることがないという不思議な篠竹が生えており、源氏の白旗を立てたものが根付いたとされ「旗竹」ともいわれる。この竹は雷が鳴るとパチパチと音を立てて割れたという。
神木
樹齢700年といわれるケヤキの古木で、第二次世界大戦の空襲を受け、雷に当たって引き裂かれてしまったが奇跡的に枯れず、新緑の頃になると若葉が茂る。上部に宿り木が寄生している。このため、この神木に触れると健康長寿、病気平癒、若返りの霊験があるという古老の言い伝えがある。
稲荷神社（境内末社）
祭神は稲荷大神として知られる宇迦之御魂大神。江戸時代に矢口村の農業（稲作）を守護するため、伏見稲荷大社より分霊を勧請して祀られたと伝わる。
唸る狛犬
境内に残る古い狛犬は、足利基氏家臣の畠山一族の者、その血縁者の末裔が神社付近に来ると雨を降らし、うなり声を上げたという言い伝えがある。元々は雌雄2体あったが、吽像は戦災で失われ、現在は阿像1体しかない。造られた年代は不明。現在の狛犬は昭和40年（1965年）、石工・風間八太郎の作である。
力石
約180〜240kgほどの重量があり、昔、祭礼の日に若者たちがその石を持ち上げて力比べをし、持ち上げた石に重量や姓名などを刻んで奉納した。本来は神事儀礼であり、当時の通過儀礼の一つであったと考えられている。
矢口新田神君之碑
（詳しくは文化財項を参照）
新田大明神道標
現在の第二京浜（国道1号）沿いに建てられていたもので、文化14年（1817年）4月、麻布日下窪講中によって建立された新田神社への道標である。
神灯
昭和31年（1956年）に伊勢神宮から下付を受けたもの。
靖国碑
矢口地区の英霊を顕彰するため、昭和42年（1967年）に建立された石碑。毎年4月10日に慰霊祭を行っている。
手水舎
昭和50年（1975年）に伊勢神宮より特別に下付された。手水石は昭和34年（1959年）に造られたもの。
宝物殿
新田神社の社宝を収蔵する。伊勢神宮の第60回式年遷宮のあとの昭和51年（1976年）、神宮から撤下された天照大神の神宝「御櫛笥」および「御弓」と「御楯」を収蔵し、あわせて戦災を免れた数々の社宝を収蔵・展示するため、翌年の昭和52年（1977年）に校倉造で造営された。一般公開は年に1度、10月10日の例大祭当日（正午より午後3時迄）に行われる。（主な収蔵物は文化財項を参照）
社務所
神札、御守などの授与、各種の祈祷や祭事の申し込みを受け付けている（受付は早朝より午後5時まで）。

## 祭事

### 例大祭
祭神の命日にあたる10月10日午前11時より大祭式を斎行。神慮を畏み祭神の御心を慰めるとともに、皇室の弥栄と日本国の安泰と発展、崇敬者と国民すべての幸福・繁栄などを祈念する。
午後1時より3時頃まで立身流矢口支部による「古武道奉納演武」が行われる。演武内容は、居合の立合表「序」・「破」・「急」と居合の居組それぞれ8本、剣術表「破」が6本、剣術五合之形が5本、棒、半棒などを披露（年によって変更あり）。

### 主な年間祭事
- 歳旦祭（1月1日）
- 紀元祭（2月11日）
- 祈年祭（2月17日）
- 春季大祭・靖國碑招魂祭（4月10日）
- 大祓（6月30日）
- 七五三祝祭（10月下旬〜12月）
- 新嘗祭（11月23日）
- 天長祭（12月23日）
- 大祓・除夜祭（12月31日）
- 月次祭（毎月1、10、15日）

## 文化財

### 東京都指定有形文化財
- 新田大明神縁起絵 上下巻（絵画）

この絵巻は『太平記巻33・新田左兵衛佐義興自害の事』を元に、義興の事蹟と新田神社鎮座の由縁を絵図にまとめ、簡単な伝記文を添えたもので、巻子仕立。巻上は詞絵各7段、巻下は詞絵各6段、跋1段。松平松種によって記された巻末跋によれば制作年代は延宝4年（1676年）であり、元文元年（1736年）に法印宥真によって記された添書によれば、画師は上野加卜、詞書撰文は林大学頭（春斎）、詞書筆者には上野佐兵衛があたり、松平政種が奉納。この縁起絵は神社内の新田義興碑や歌舞伎の『神霊矢口渡』の初演に先立ち、現在知りうる限りにおいて最古の縁起である。

### 大田区指定有形文化財
- 矢口新田神君之碑

延享3年（1746年）、石城国守山藩主松平頼寛によって建立された。南朝忠臣として活躍した新田義興の事績に対する顕彰と神社創建の由来が記してある。篆額の字は頼寛の自筆、詞書撰文は荻生徂徠門下の儒者服部南郭、書は松下烏石葛辰。この種の碑としては大田区最古であり、数少ない江戸期の記念碑となっている。

### 主な宝物

#### 古文書
- 新田義興公御真筆

室町時代初期。九州鎮守府将軍の流れをくむ波多野肥前守に新田方の軍勢の忠節と団結を督励した書状。この時代の貴重な史料とされている。
- 縁起写本

元文元年（1736年）高家由良新六郎 筆。

#### 武具類
- 和鞍

新田義興愛用の品と伝えられる。保存状態が悪く破損がひどかったため、昭和51年（1976年）に補修を受けた。
- 兜

新田義貞の家臣四天王の1人、篠塚伊賀守が着用した兜と伝わる。江戸時代に古河藩主土井大炊頭が奉納。
- 太刀（銘 備前国長船祐定）

室町時代。大永2年（1522年）。
- 槍（銘 駿河國長助光）

室町（天正）時代。北嶋恭平の奉納。
- 脇差（銘 備前国長船祐永）

江戸時代。文政6年（1823年）脇屋久勝が奉納。
- 太刀（銘 久幸〈川井久幸?〉）

江戸時代。弘化3年（1846年）新田大明神御神楽講中が奉納。
- 小刀

大正3年（1914年）御塚のまわりの玉垣を整備した際、偶然出土した。
- 勝兜と大鎧

義興が知勇に優れ、勇猛果敢な神徳を称えて復元奉納されたもの。神社の絵馬のモチーフにもなっている。平成2年（1990年）2月崇敬者が奉納。

#### 書跡・絵画類
- 新田義貞公画掛軸・新田義貞大明神画掛軸

江戸時代。古河藩主土井大炊頭利位の奉納。
- 矢口渡掛軸

江戸時代。松下烏石葛辰 書。
- 新田大明神掛軸

江戸時代、 文化10年（1813年）。雅楽頭源朝臣忠衛 書。
- 新田十騎士画

菊池容斎 筆。昭和3年（1928年）、一色利厚・杉原仁三郎・小林信次郎の奉納。
- 新田大神

東郷平八郎（海軍元帥）書。昭和7年（1932年）、東條明次（海軍少将）奉納。
- 新田公神霊図

世田芳柳（二世 五姓田芳柳?）画、峯間信 書、昭和12年（1937年）。
- 鍾馗画

明治時代。新田敏純 筆。
- 「鼓腹」

明治時代。新田徳純 筆。

#### 工芸品
- 神宮撤下御神宝（御弓・御楯・御櫛笥）

第60回式年遷宮の後の昭和51年（1976年）、伊勢神宮から特別に撤下された天照大神の御神宝。
- 神楽面

江戸時代。年2回行われた大祭で使用されていた神楽面。高家畠山氏の奉納。
- 金地蒔絵印籠

江戸時代。
- 銅鏡

「勤王士　十騎大神　神霊市川五郎源忠光廿六世末孫平田利興謹作」の文字が刻まれた銅鏡。

## 関連事項
平賀源内の矢守
宝暦年間（1751年〜1764年）の末頃、『宝暦末より矢口新田社に参詣多し、社地に矢を売始、詣人求めて守りとす』との記述が見られ、義興の矢と称して門前の茶店で売られたものをヒントに、平賀源内が新たに魔除けとして考案したという。御塚の外には決して生えないという不思議な篠竹を用いて五色の紙で矢をつくり、新田家の旗印を付けた「矢守」は正月の名物となったという。参拝客は2本の矢を買って1本は神殿に供え、もう1本を持ち帰って魔除けにした。これは新田家伝来の「水破兵破」の二筋の矢に由来している。後にこの矢守が全国に拡がり「破魔矢」の元祖となったという。
 新田神社七不思議
新田神社には「七不思議」と呼ばれるものがあり、以下の項目が挙げられる。
- 義興公の憤死後7日7晩雷鳴が轟き、首謀者の江戸遠江守が矢口渡に差しかかると義興公の怨霊が現れ、落馬した江戸遠江守は狂い死にした。
- 神社後背の義興公の御塚に立ち入ると祟りがある。
- 御塚の中央にあった船杉は、義興公の乗った船と鎧を埋めたものが杉になった（落雷で焼失）。
- 御塚の後方に生える竹は源氏の白旗を立てかけたものが根づいたとされ「旗竹」と言う。決して神域を越えず、雷が鳴るとピチピチと割れた。
- 謀略を企てた畠山一族やその末裔が新田神社の付近に来ると、きまって雨が降り、狛犬がうなった。
- 樹齡約700年のケヤキの神木は、落雷や戦災で真っ二つに割れてしまったが枯れず、毎年青々と葉を茂らせる。
- 謀略に加担した船頭が、のちに悔悛して地蔵を建て義興公を祀ったが、公の怨霊により崩れ溶けてしまった（とろけ地蔵・頓兵衞地蔵と呼ばれる）。

 神霊矢口渡（人形浄瑠璃・歌舞伎）
太平記の新田神社の縁起を題材にした時代物。平賀源内が「福内鬼外」の筆名で書き、全五段からなる。明和7年（1770年）に江戸外記座で初演され、その秋には大阪の竹本座でも上演されるなど評判が良かった。新田義興が武蔵国の矢口の渡しで憤死したことに始まり、その遺子を守る家臣・由良兵庫之助らと義興の弟・義岑の活躍を描いている。義岑を慕う恋人のうてな、義興を陥れた強欲な船頭・頓兵衛などの悪人と、義岑に恋したために逃亡を助け、父頓兵衛の刃に倒れるお舟、遺臣と遺族を取り巻く後日談。
浄瑠璃が好評だったので歌舞伎にもなって人気を博した。寛政6年（1794年）8月、江戸の桐座で初演。天保年間に七代目市川團十郎が頓兵衛役を演じて以来、大役となった。近年では四段目の「頓兵衛住家」だけが単独で上演されていたが、明治期には新田家家老・兵庫之助を中心とする三段目の「由良兵庫館」が人気であった。
2015年、国立劇場の11月歌舞伎公演で「神霊矢口渡」の序幕「東海道焼餅坂の場」、二幕目「由良兵庫之助新邸の場」、三幕目「生麦村道念庵室の場」、大詰「頓兵衛住家の場」からなる、四幕構成の通し狂言としては119年ぶりの上演がなされた。二幕目の由良兵庫之助新邸で、かつて初代の中村吉右衛門が演じた新田家家老・兵庫之助役を当代の中村吉右衛門が演じた。

## 現地情報
所在地
- 東京都大田区矢口一丁目21-23

交通アクセス
- 武蔵新田駅（東急多摩川線）下車。改札口前の道を左折、最初の五叉路を左前方に進み、約200m直進した右手にある（徒歩約3分）。
- 武蔵新田駅停留所（大田区コミュニティバス、通称：たまちゃんバス）下車。停留所のある環状八号線の武蔵新田駅前交差点を左折、東急多摩川線武蔵新田駅の改札前から上記と同じ経路（徒歩約5分）。

周辺史跡
- 十寄神社（十騎神社）

新田神社から330mほど南に位置する。新田義興とともに討死した支族・近習の将兵を合祀した神社。社の背後に遺骸を葬ったとされる古塚がある。かつては「十寄明神社」と呼ばれていた。新田神社に詣でる際は、まず十寄神社に参拝して主君（新田神社）に取りなしてもらわなければ願いが叶わないとの言い伝えがある。神社の由緒によると、祭神は世良田右馬助義周、井弾正左衛門、大嶋周防守義遠、由良兵庫助、由良新左衛門、進藤孫六左衛門、堺壱岐守、土肥三郎左衛門、南瀬口六郎、市川（市河）五郎。10名を祀ったので十寄（じゅっき、とよせ）神社、十騎（じゅっき）神社と呼ばれる（異聞として大嶋兵庫頭義世、松田興一、宍道孫七、堀口義満の4名も加わるとも伝わる）。所在地：東京都大田区矢口二丁目17-28
- 妙連塚三体地蔵尊

寿福山蓮光院円満寺（真言宗智山派）の境外にある地蔵堂。矢口の渡しで憤死した新田義興の家臣のうち、土肥三郎左衛門、南瀬口六郎、市川五郎の3名は、袴の腰を引きちぎって太刀を口にくわえ、潜水渡河して対岸の敵300騎に斬り掛かり、敵5人を討ち取って13人を負傷させ、この地で討死したという。後年、妙連という尼僧がこの三勇士のために建立した地蔵堂と伝えられている。新田神社から500mほど北西にある。所在地：東京都大田区下丸子二丁目1-8
- 女塚神社

新田神社からほぼ東1.9km先にある。新田義興の寵妃であったとされ、義興を守って殺害され濠に沈められた少将の局を村民が憐れみ、その御霊を祀ったとされる地。所在地の蒲田郷は謀略に加担した江戸氏支流蒲田氏の所領であった。神社は明治21年（1888年）までは八幡社と呼ばれ蒲田駅東口付近にあったが、鉄道工事により以前から塚のあった当地に遷座され、女塚神社と改称されたものである。創建年は不詳。祭神は誉田別尊命。境内に古墳と古墳碑がある。所在地：東京都大田区西蒲田六丁目22-1

## 画像集

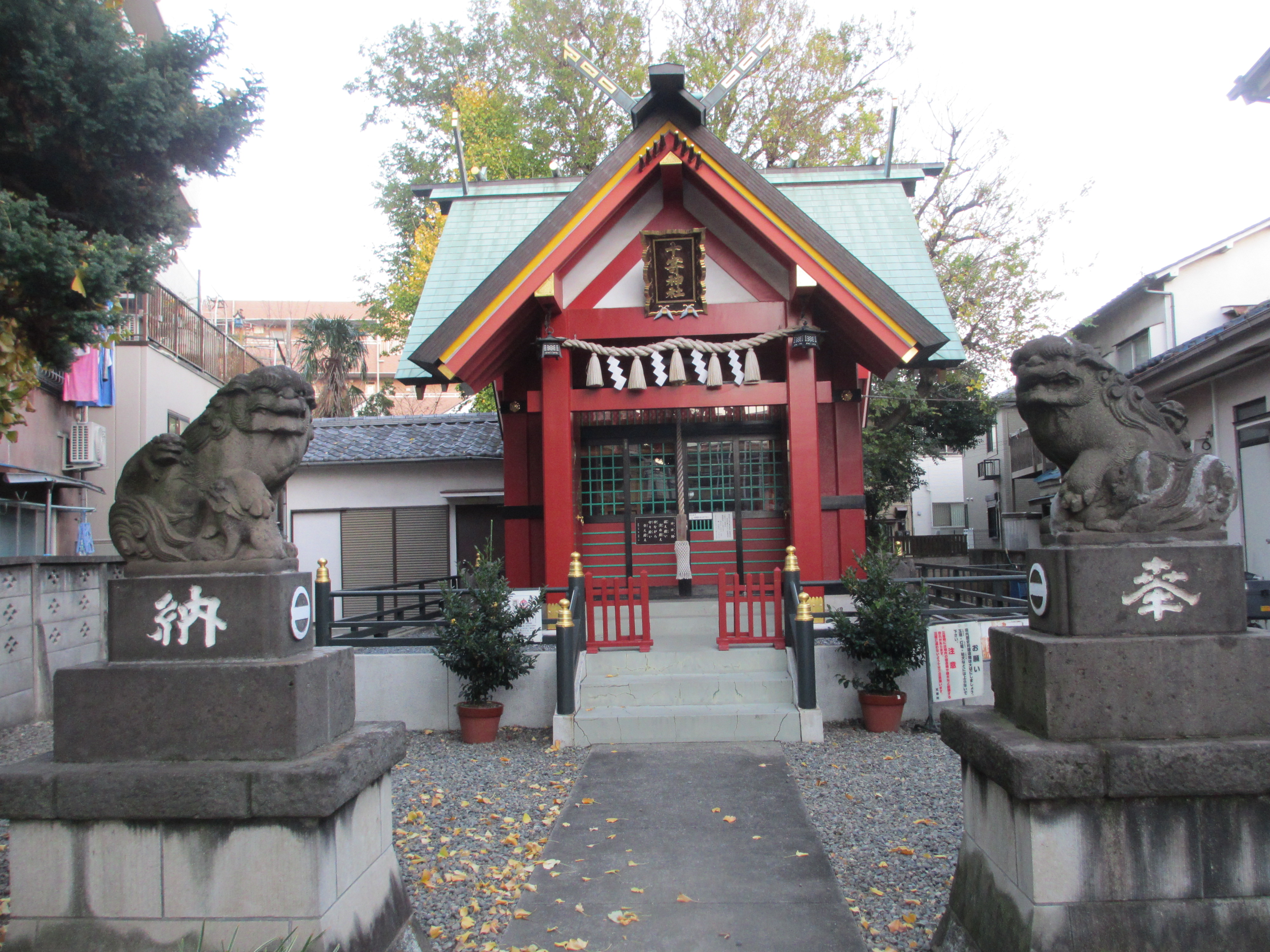
十寄神社（神社手前は駐車場、近くに7－11）
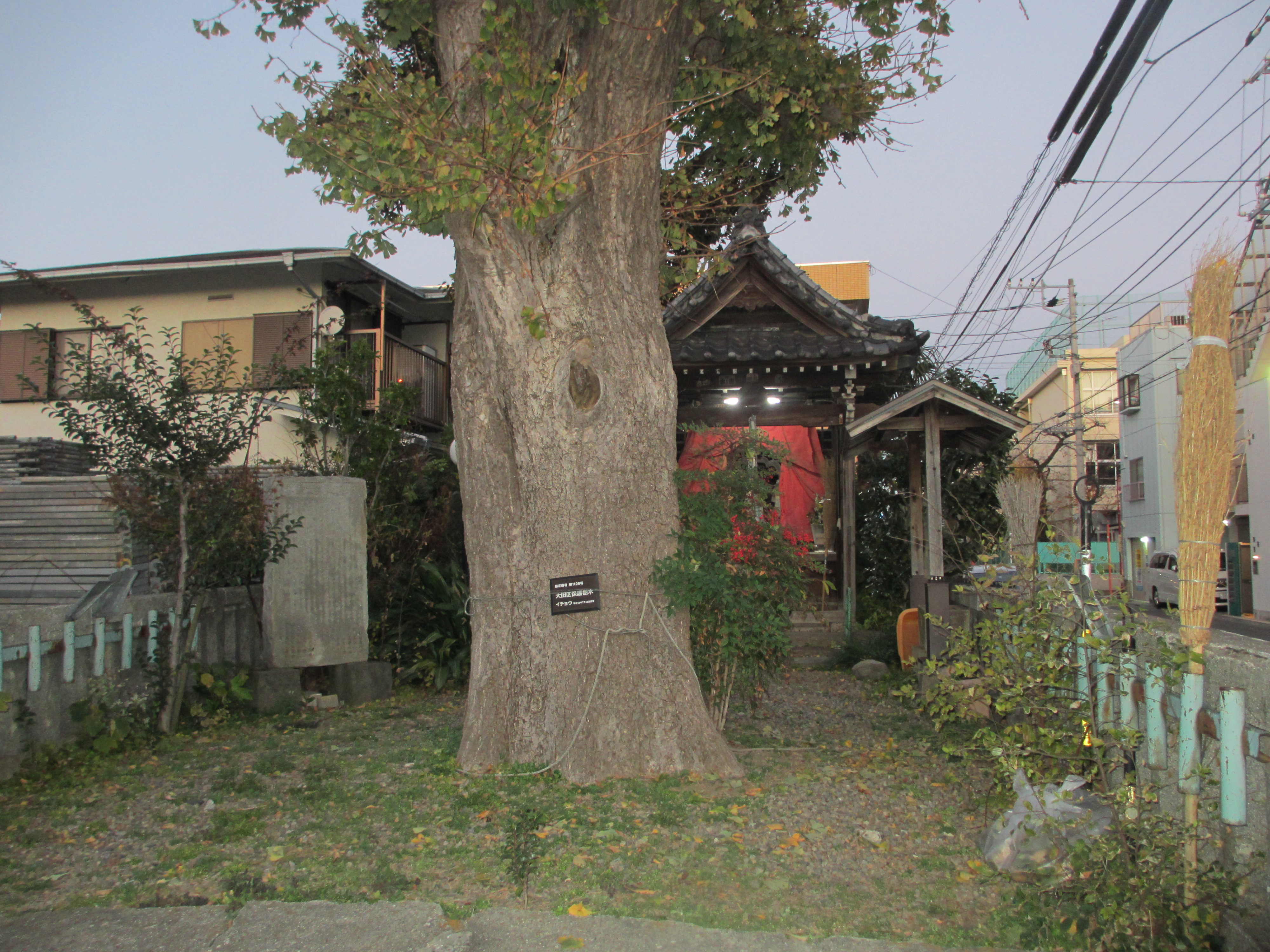
妙連塚三体地蔵尊（左から由来説明板・イチョウ・地蔵尊）
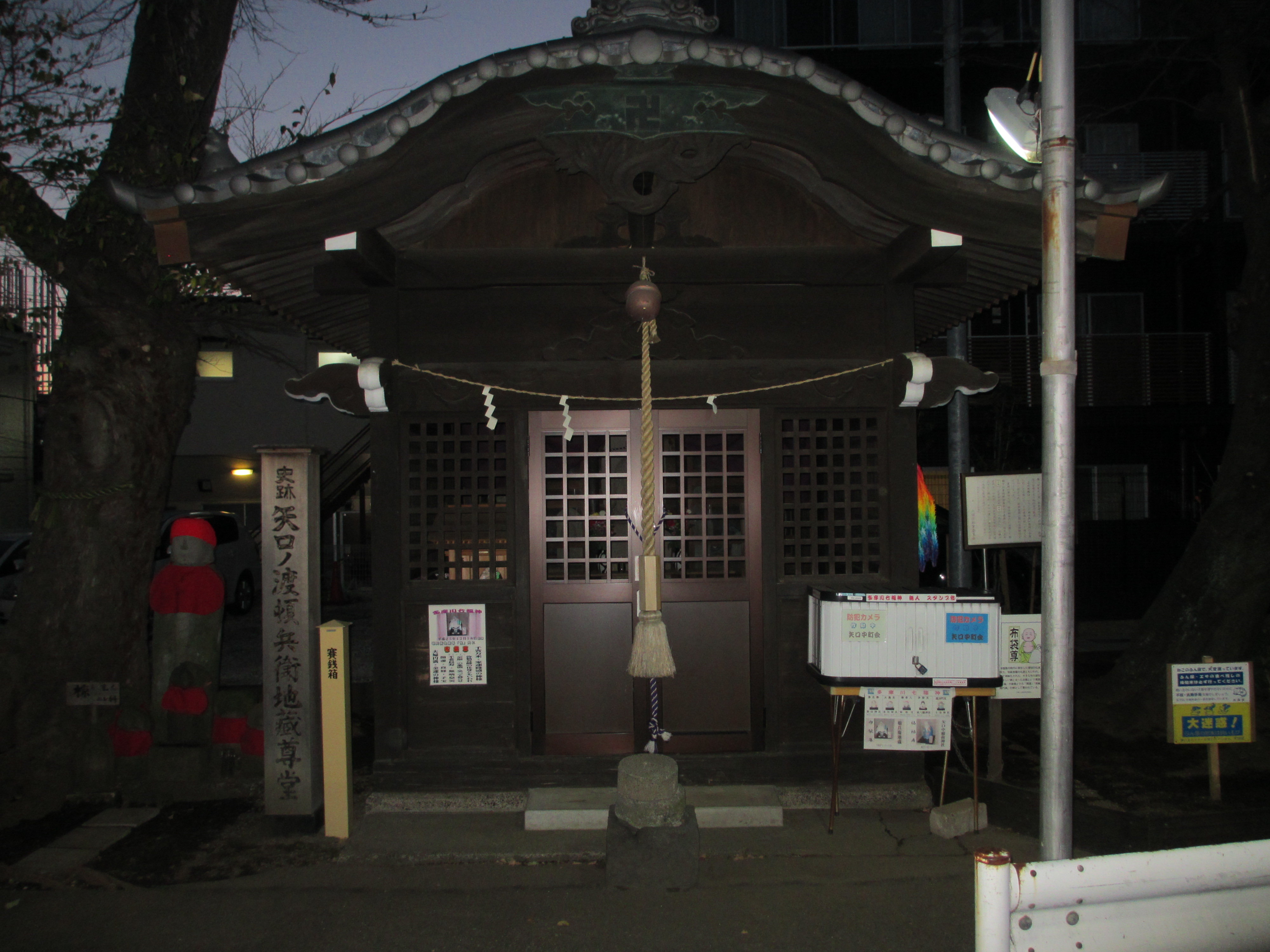
頓兵衛地蔵（東急多摩川線、踏切近く）
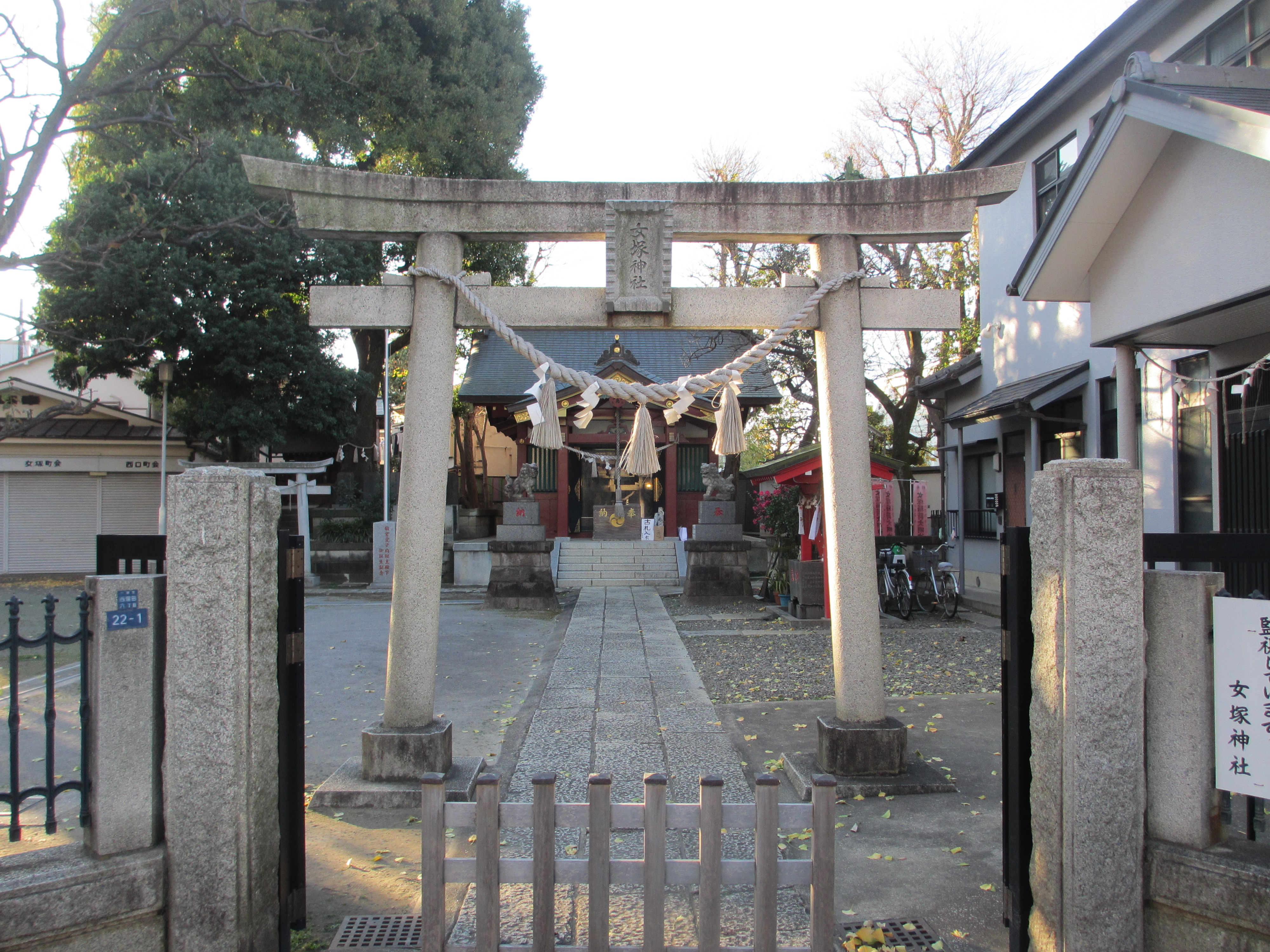
女塚神社（JR蒲田駅西口、相生小学校隣）